# Ferdinand Josef Lehner

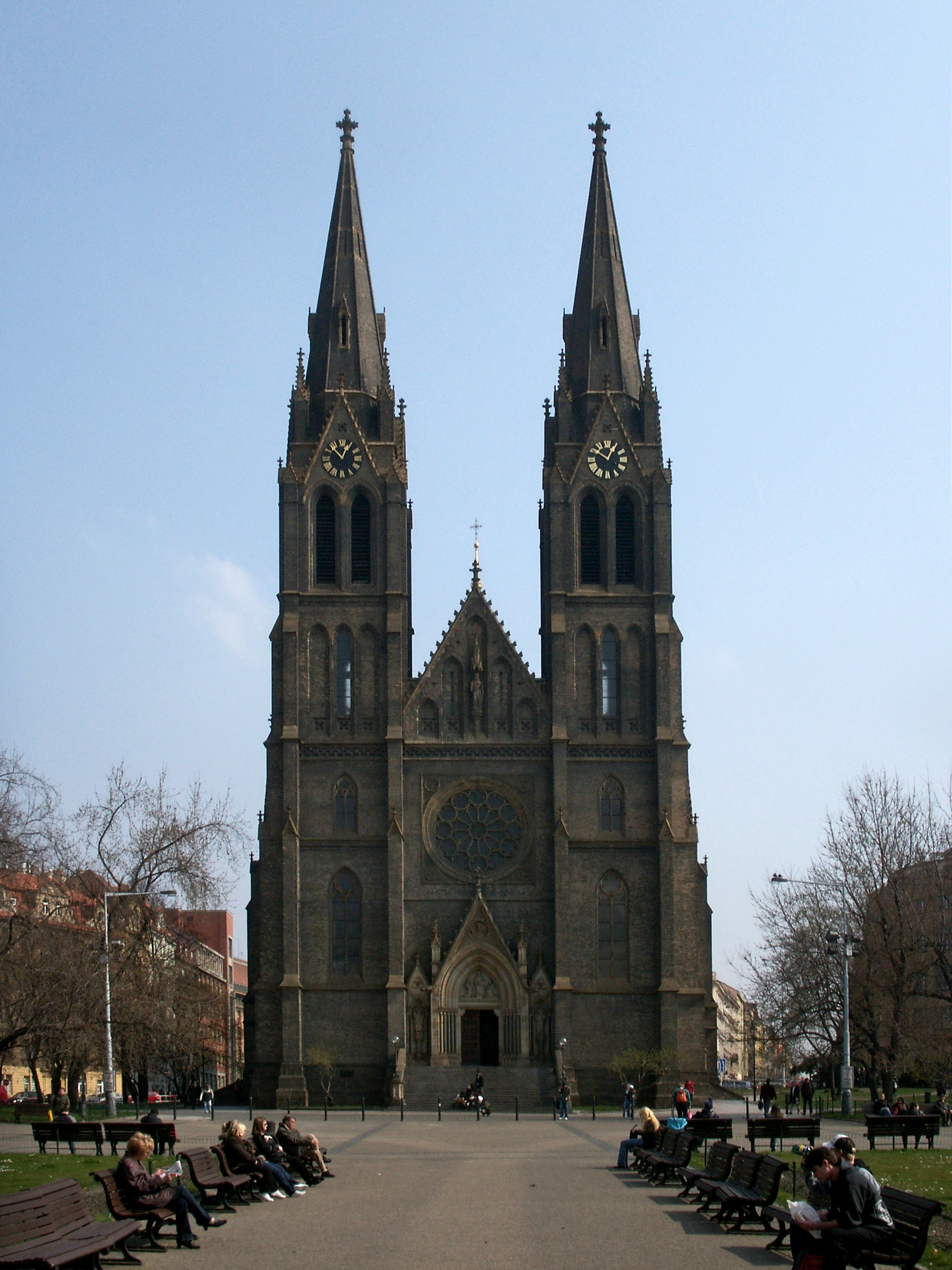
Kostel sv. Ludmily na Vinohradech

Ferdinand Josef Lehner (6. června 1837, Rokycany – 1. března 1914, Praha) byl český římskokatolický kněz, který se zabýval církevní hudbou a uměním. Byl jedním z průkopníků památkové péče a zakladatelů dějin umění i hudby v Čechách. Působil v Komisi pro soupis památek Prahyod jejího vzniku v roce 1883 (1884) a jako její člen spoluvytvářel první systém památkové péče v Čechách.

## Život

### Kněz
Roku 1862 byl vysvěcen na kněze, v letech 1865–1892 byl kaplanem v Karlíně a od roku 1892 farářem u sv. Ludmily na Vinohradech, o jehož postavení i uměleckou výzdobu (Josef Mocker, Josef Václav Myslbek, František Ženíšek aj.) se velmi zasloužil. Vydával různé zpěvníky, v Karlíně založil pěveckou školu, jejíž sbor prováděl i velmi náročné polyfonní skladby (například Palestrinovu osmihlasou mši).

### Redaktor
Od roku 1874 vydával časopis „Cyril“ pro duchovní hudbu, kde svá díla uveřejňoval například Pavel Křížkovský nebo členové rodiny Foersterů, a zřídil Cyrilskou jednotu s mnoha místními pobočkami. Po studijních cestách v Německu, Holandsku a Itálii založil roku 1875 časopis „Method“, věnovaný sakrálnímu výtvarnému umění. Soustředil kolem sebe skupinu kněží z pražské a olomoucké arcidiecéze, kteří podávali pravidelné informace o dějinách a opravách kostelů ve svém kraji. V pravidelných rubrikách kněží informovali o církevních objednávkách precios, parament i chrámového vybavení a jejich opravách od dodavatelů Křesťanské akademie v Praze. Dále v Methodu otiskoval výroční zprávy Jednoty pro okrášlení chrámu sv. Cyrila a Metoděje v Karlíně. Redakce časopisu sídlila na nároží Karlínského náměstí v domě čp. 234, takže postup prací měla před očima. Lehner v časopise také na pokračování otiskoval kapitoly ze své připravované knihy Dějiny umění národu českého. Časopis byl přehlednou grafickou úpravou a dobrými kresbami architektury na úrovni vídeňských Mittheilungen Centrálního institutu památkové péče.

### Památkář
Významně se zasloužil o záchranu Anežského kláštera v Praze, kterému hrozilo zboření. Roku 1878 vydal s architektem Baumem knihu „Otázky archeologické“, kde instruoval faráře i věřící, čeho si mají všímat ve svých obcích a jak umělecké památky popisovat a začal tak sbírat materiál pro velké „Dějiny umění národa českého“, z nichž ovšem vydal jen první tři svazky, věnované románskému umění (1903–1908).

### Historik a spisovatel
Roku 1902 vydal knihu „Česká škola malířská XI. věku“ s faksimilovými reprodukcemi Kodexu vyšehradského. Od roku 1891 byl členem České akademie věd a umění a Královské české společnosti nauk. Svůj majetek a knihovnu odkázal Karlově univerzitě, aby na Filosofické fakultě založila ústav dějin umění.

### Úmrtí
Zemřel 1914 v Praze. Pohřben byl v arkádách kaple sv. Václava na Vinohradském hřbitově.

## Dílo
- F. J. Lehner: Sv. Řehoře Velkého Nešporní antifony, [s. l.], [s. d.; pravděpodobně 1868].[6]
- F. J. Lehner: Mešní kancionál obsahující zpěvy ku slavné i tiché mši sv. (1. vydání), Praha: Mikuláš a Knapp, 1875
- F. J. Lehner: Mešní kancionál (2. vydání), Mikuláš a Knapp, 1876
- A. Baum, F. J. Lehner: Otázky archaeologické, Křesťanská akademie, Praha 1878
- F. J. Lehner: Mešní kancionál obsahující zpěvy ku slavné i tiché mši svaté (3. vydání), M. Knapp, Praha 1885
- F. J. Lehner: Klášter bl. Anežky Přemyslovny a obnova jeho, Jednota pro obnovu kláštera Bl. Anežky, Praha 1896[7]
- F. J. Lehner: Česká škola malířská XI. věku – díl I (Korunovační evangelistář Vratislava krále, řečený Kodex Vyšehradský), vlastním nákladem, Praha 1902
- F. J. Lehner, F. Muška: Opatský chrám Panny Marie v Třebíči a jeho dějiny, J. F. Kubeš, Třebíč 1903
- F. J. Lehner: Dějiny umění národa českého – díl I (Doba románská), svazek I (Architektura I), Česká grafická společnost Unie, Praha 1903
- F. J. Lehner: Dějiny umění národa českého – díl I (Doba románská), svazek II (Architektura II), Česká grafická společnost Unie, Praha 1905
- F. J. Lehner: Mešní kancionál (4. vydání), M. Knapp, Praha 1906
- F. J. Lehner: Mešní kancionál obsahující zpěvy ku slavné i tiché mši svaté (5. vydání), M. Knapp, Praha 1906
- F. J. Lehner: Dějiny umění národa českého – díl I (Doba románská), svazek III (Architektura, sochařství, malířství, umělecký průmysl), Česká grafická akciová společnost Unie, Praha 1907